# Club de Deportes Green Cross
El Club de Deportes Green Cross fue un club deportivo chileno con sede en la ciudad de Santiago. Fue fundado el 27 de junio de 1916 y su rama de fútbol participaba de la Primera División de Chile hasta su desaparición el 20 de marzo de 1965, al haberse trasladado a Temuco para fusionarse con el Club de Deportes Temuco y así fundar a Green Cross-Temuco.
Los colores que identificaron al club eran el blanco y el verde. En tanto, su escudo reproducía la imagen de una cruz patada verde, que simbolizaba su nombre. El nombre del club está en inglés, el cual, en español significa «cruz verde».
Fue uno de los ocho clubes fundadores de la Liga Profesional de Football en 1933. En la máxima categoría del fútbol chileno disputó 25 temporadas y logró adjudicarse el Campeonato Nacional de 1945, su máximo logro.
Si bien su actividad principal era el fútbol, a lo largo de su historia el club contó con diversas ramas deportivas, entre las que destacaron el atletismo, el automovilismo, el baloncesto, el ciclismo, la natación, el waterpolo y el rugby.

## Historia

### Fundación y era amateur

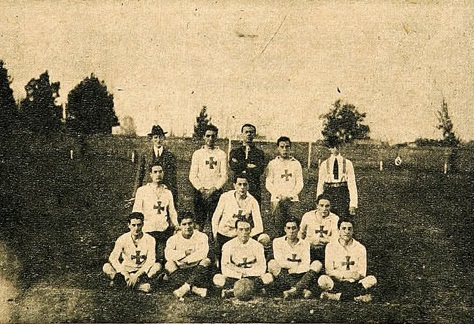
Formación de Green Cross en 1917.

El club fue fundado en Santiago el 27 de junio de 1916 por estudiantes de los colegios San Ignacio, San Pedro Nolasco, Seminario y de los Sagrados Corazones, bajo el nombre de «Club Royal». Posteriormente, se aceptó la propuesta de bautizar al club como «Deportivo Green Cross», siendo su escudo una cruz de Malta de color verde, que simbolizaba para sus fundadores la esperanza de eternizar la existencia del club. Dentro del grupo de personas que fundó el club, se encontraban: Roberto de la Maza, Ethel Stewart, Luis Soto B., Hernán Aguilar, Santiago Pérez C, Fernando Prieto, Fernando Lecaros, Carlos Bascuñán, Ernesto Goycolea, Fernando Vives, Jorge Huneeus, Óscar Lihn y Claudio Vicuña.
El club tenía su propia revista llamada El pije, apodo del club por ser de empresarios. En 1927, y como una forma de extender el universo de sus disciplinas deportivas, se unió al Club Náutico Quinta Normal, de manera que contó con ramas como waterpolo, automovilismo (deporte en el que destacó Augusto Larraín, apodado el «Pije», quien murió en un accidente de carrera en Apoquindo en el año 1937), fútbol, baloncesto, ciclismo, natación, rugby, atletismo, etc.
La rama de fútbol comenzó a competir de manera oficial en la Liga Metropolitana en 1917, y durante los primeros años de la década de 1920 como miembro de la Asociación de Football de Santiago (AFS).
Tras la unificación de las federaciones rectoras del fútbol chileno en 1926, al año siguiente, se dio origen a la Liga Central de Football, cuyo primer campeonato, dado el gran número de clubes que lo componían, fue dividido en distintas series, siendo Green Cross integrado a la Serie D, grupo en el que alcanzó la cuarta posición. En el campeonato de 1928, el club integró la Serie B, junto a equipos como Santiago Badminton, Carlos Walker y Brigada Central, y volvió a rematar en el cuarto lugar.
En 1929, ante las grandes diferencias económicas y deportivas que existían entre las instituciones de la capital, la Liga Central de Football decidió reestructurar su organigrama futbolístico, así como obligar a algunos clubes a cesar sus actividades o a fusionarse. Pese a que Green Cross resultó seleccionado para permanecer en Primera División, no obtuvo buenos resultados, llegando a caer por 0-9 frente a Colo-Colo, el 15 de diciembre de 1929, aun cuando, según narran los medios de comunicación de la época, la actuación del arquero Aníbal Ramírez impidió que el resultado fuese aún más abultado.

### Años 1930: Profesionalismo y Serie B
A fines de mayo de 1933, en idea conjunta de Green Cross, Audax Italiano, Santiago Badminton, Colo-Colo, Magallanes, Morning Star, Santiago National y Unión Española, fue fundada la Liga Profesional de Football de Santiago (LPF), entidad reconocida por la Federación de Fútbol de Chile el 2 de junio y que durante su primer año de existencia se jugó de forma paralela al campeonato de la Asociación de Football de Santiago (AFS).
En su primera campaña en el profesionalismo, Green Cross no realizó una buena presentación y se ubicó en la penúltima posición del campeonato con solo un triunfo en siete partidos. Al año siguiente, por disposición de la Federación de Fútbol de Chile, la LPF se reintegró a la Asociación de Football de Santiago como Sección Profesional de esta, decretándose además la creación de una Serie B para la temporada 1935 conformada por los seis últimos clasificados del campeonato profesional de 1934. Green Cross finalizó nuevamente en el penúltimo puesto, con solo 22,73% de rendimiento, y descendió a esta segunda categoría, habiendo cerrado de este modo su primera incursión en la naciente Primera División de Chile.
Ya en 1935, la participación de Green Cross en la Serie B se vio amenazada luego de una reclamación de puntos por parte de Morning Star, que había ocupado el último puesto del torneo de Primera División y que, de acuerdo a lo estipulado por la Asociación de Football de Santiago, debía disputar frente al campeón de la Sección Amateur, Universitario, el último cupo en la Serie B. De haber sido acogida dicha reclamación, significaba dejar a Green Cross como colista del torneo de 1934. Finalmente, la Federación de Fútbol de Chile decidió reiniciar el campeonato de la Serie B, que ya se encontraba en disputa, estableciendo adicionalmente la permanencia de Morning Star y de Green Cross en la segunda categoría, además de incorporar a Universitario a la misma. En su temporada de debut en la Serie B, el club terminó el torneo en la cuarta ubicación, mientras que en el de 1936 ocupó el tercer lugar. En el campeonato de 1937, junto con permitir el ingreso de equipos filiales de clubes de Primera División, la AFS estableció que cada institución de la Serie B debía tener un mínimo de seis profesionales en su plantel. Pese a lo anterior, Green Cross solo se ubicó en la medianía de la tabla de posiciones.
En 1938 Green Cross finalizó en la cuarta posición, en la que fue su última temporada en la Serie B, puesto que al año siguiente por ordenanza de la Asociación Central de Fútbol de Chile (ACF), los cuatro primeros equipos del campeonato de la Serie B fueron incorporados al campeonato de Primera División. De vuelta a la máxima categoría, Green Cross se ubicó en la octava posición con la peor defensa del torneo, pese a comenzar de buena manera al haber derrotado a Santiago National por 5-1, el 15 de abril de 1939. En dicha temporada, Juan Morcillo, quien posteriormente se alzó como el goleador histórico del club, consiguió anotar durante doce fechas consecutivas, estableciendo de este modo un récord en el fútbol chileno que perduró en los siguientes 65 años, hasta ser superado por Jaime Riveros en 2004.

### Años 1940: Primer título

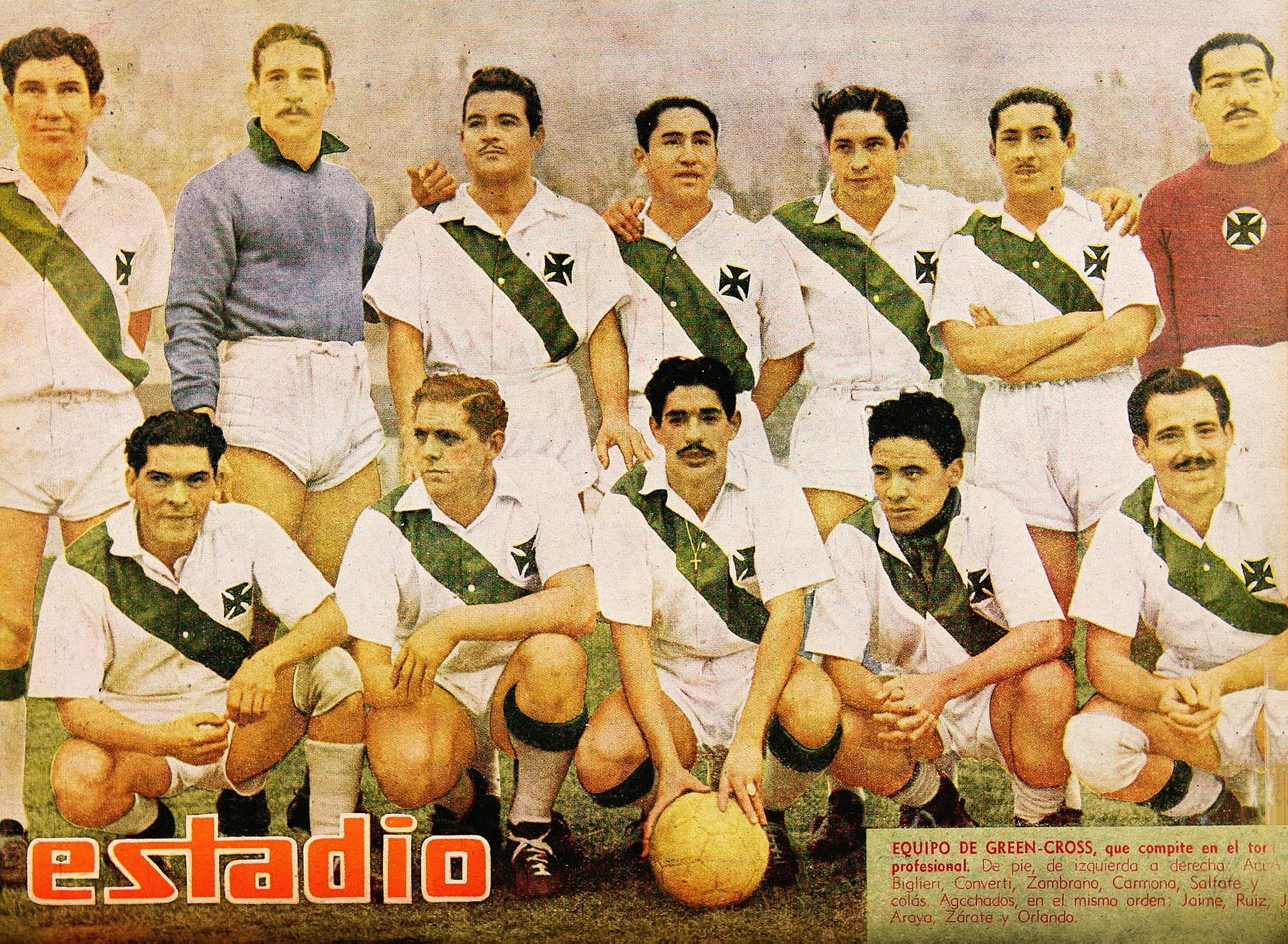
Plantel de Green Cross en 1945.

En 1945, Green Cross, dirigido por Eugenio Soto, consiguió su único título de Primera división, con 30 puntos en 22 partidos, superando por tres a su más cercano perseguidor, la Unión Española. El goleador de esa temporada, junto a otros, fue el argentino Juan Zárate con 17 tantos. Los integrantes del plantel que logró el título fueron: Jorge Araya, Guillermo Jaime, Francisco Ruiz, Criserio Zambrano, Emilio Converti, Santiago Salfate, Juan Manuel Acuña, Mario Carmona, Luis Orlando, Juan Zárate, Nobel Biglieri, Jorge Nicolás, Pablo Hormazábal, Alejandro Araya, Carlos Maturana, Teodoro Araya, Jorge Carmona y Orlando Schneeberger.

### Años 1950

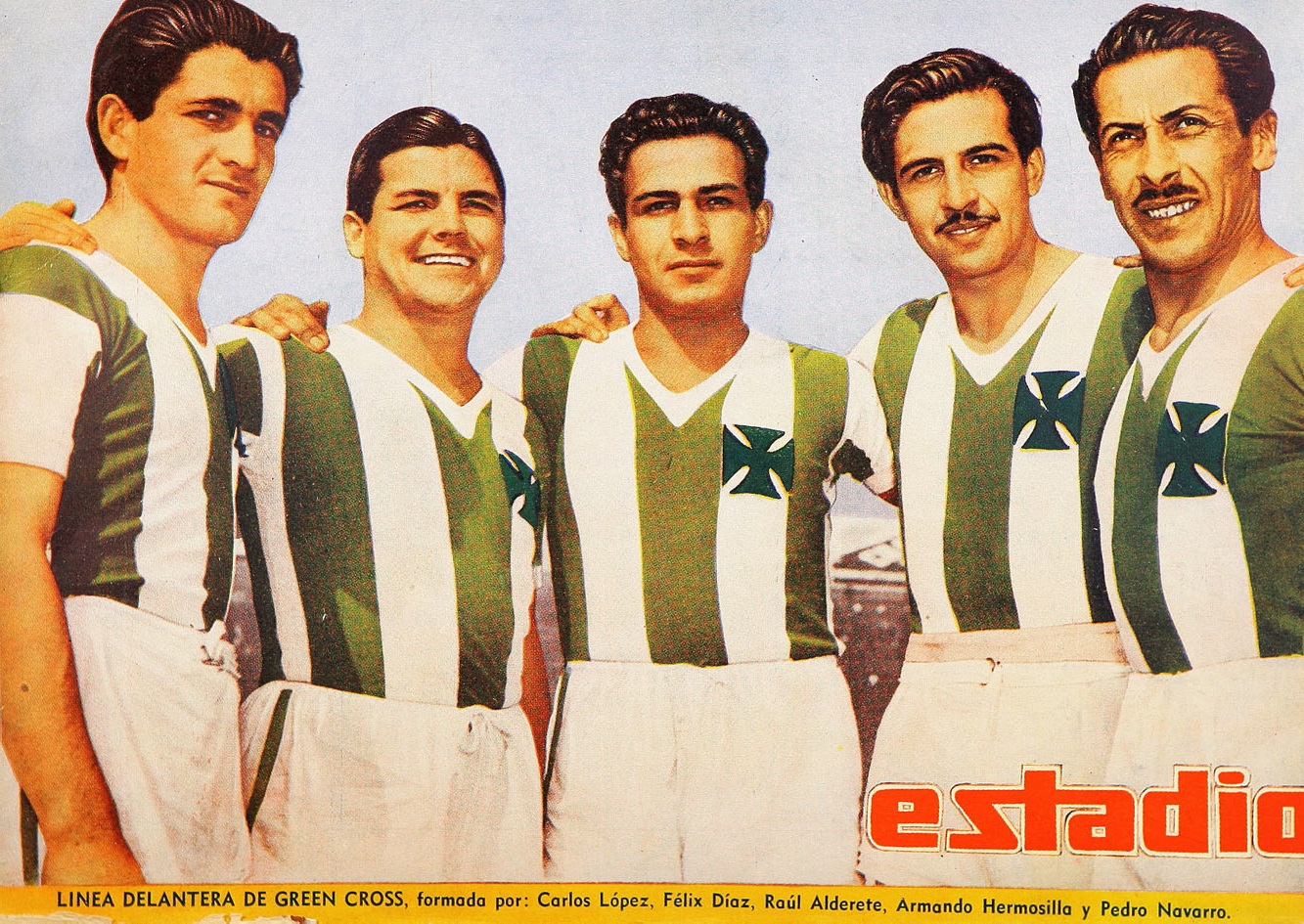
Delantera formada por López, Díaz, Alderete, Hermosilla y Navarro

En 1950, el jugador argentino del club, Félix Díaz, se consagró goleador del campeonato con 21 tantos.
En 1951 y 1952, Green Cross quedó último en la tabla por primera vez, pero la falta de la segunda división lo salvó de perder la categoría. En 1955, el goleador de la temporada, llevando la "Cruz de Malta", fue el argentino Nicolás Moreno con 27 goles.

#### Gira por Europa
El 6 de febrero de 1956 el club comienza una importante gira por Europa. Viajaron a Buenos Aires (Argentina), donde se embarcaron en el barco "Anna C", en el cual incluso realizaron entrenamientos en alta mar, luego desembarcaron en las españolas Islas Canarias, realizando un primer partido con un cuadro local, terminando con un triunfo para los chilenos. Luego desembarcaron en Génova (Italia), donde no pudieron jugar debido a que el campeonato italiano aún no terminaba. Continuaron por tierra hasta Yugoslavia, donde enfrentaron en el Estadio Stari Plac al Hajduk de la ciudad de Split (Actual Croacia), en aquel entonces campeón de la Primera Liga, con triunfo por 1-2 para Green Cross bajo la lluvia, quitándole un invicto de 16 años en calidad de local al Hajduk. Continuaron a la ciudad Yugoslava de Zagreb (actual capital de Croacia), donde enfrentaron al Dinamo Zagreb (Bicampeón de la Primera Liga en 1953 y 1954), en el Estadio Maksimir con -13 °C, perdiendo 5-2 en una cancha endurecida por la escarcha. También jugaron en la Yugoslava ciudad de Belgrado (actual Serbia), contra el Estrella Roja, perdiendo 4-1. Luego viajaron hacia Aquisgrán, para enfrentar al Alemannia Aachen (de la "Oberliga" de Alemania Occidental), perdiendo  por 3-2 en un disputado partido. Continuaron su viaje hacia Zwickau (Alemania Oriental), donde ganaron 2-3 al FSV Zwickau. Posteriormente viajaron a Praga (capital de Checoslovaquia, actual República Checa), donde enfrentaron a la Selección de Checoslovaquia, terminando en un empate 1-1, toda una hazaña para el club. Siguiendo en tierras Checas, se dirigieron a Brno para enfrentar al DUA, equipo del Ejército Checo, consiguiendo un empate 2-2. En Bratislava (Actual Eslovaquia) perdieron 2-1 y en Ostrava (Actual República Checa) fueron derrotados 4-0 en una cancha nevada. Luego viajaron 36 horas en tren hasta llegar a Ginebra (Suiza) para jugar al otro día en la tarde (se desconoce club rival y resultado). En territorio Danés, jugaron con la Selección de Dinamarca, perdiendo 2-1. Posteriormente realizaron 4 partidos en Bulgaria, en Sofía (capital Búlgara), enfrentaron a la Selección de Bulgaria, siendo derrotados 4-1; En la ciudad de Plovdiv derrotaron por 3-2 al PFC Botev Plovdiv; En otra ciudad Búlgara ganaron 0-1 y el último encuentro de la gira lo perdieron 1-0. Quedaron partidos pendientes en Moscú (Rusia), Estambul (Turquía), Atenas (Grecia) y Génova (Italia), los cuales por falta de tiempo no pudieron disputarse.
A pesar del frío, la nieve o la lluvia, además de la novedad de jugar con un equipo del fin del mundo, cada partido que diputaron fue ante un promedio de 15 000 personas, e incluso ante 70 000 según mencionaron los propios jugadores.
En 1957 y 1958 se consagra goleador exclusivo del campeonato el jugador de Green Cross Gustavo Albella con 27 y 23 goles respectivamente; este último año, el club es relegado a Segunda división en lugar de Ferrobádminton por el descenso programado.

### Años 1960: la tragedia de Green Cross y fusión

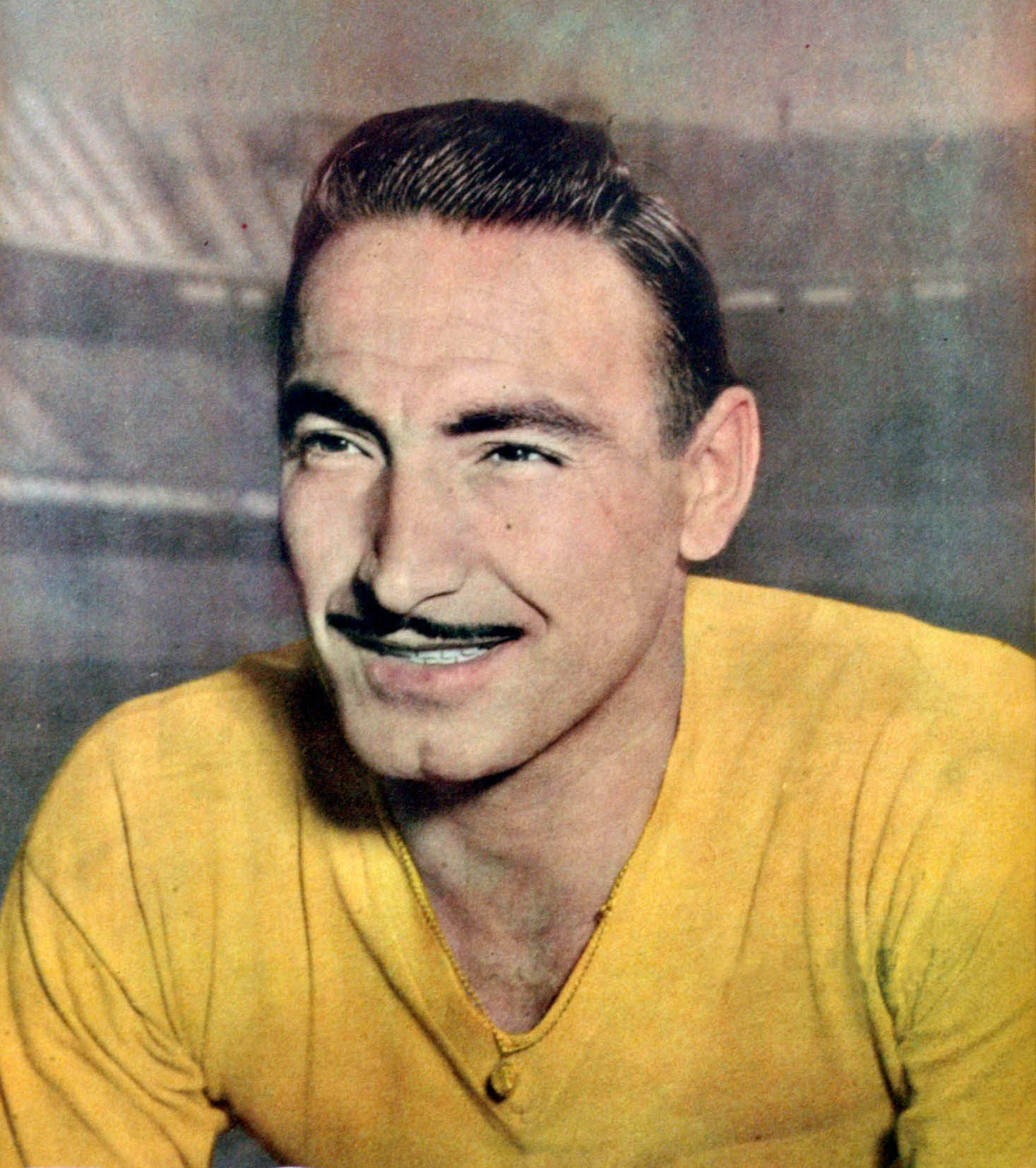
El ex seleccionado argentino Julio Elías Musimessi fue arquero de Green Cross durante la temporada 1960.

En 1960, de la mano de su técnico José Salerno y con 36 puntos en total, Green Cross ganó el campeonato de Segunda División.
A inicios de 1961, en virtud de la expansión del fútbol por todo el país, con la incorporación de clubes de todas las latitudes, la ACF organizó la Copa Chile o Campeonato de Apertura. El club se enfrentó en primera fase contra la selección de Osorno, igualando 1-1 en el primer partido, pero cayendo en la vuelta por la cuenta mínima, resultados que lo dejaron eliminado de la competencia. Sin embargo, el 3 de abril de 1961, el avión en el que parte del plantel debió regresar a Santiago, sufrió un accidente al estrellarse contra el cerro Las Ánimas, en las cercanías de Linares, y todos sus tripulantes —jugadores, cuerpo técnico, árbitros y dirigentes— fallecieron. Este hecho lamentable fue conocido la tragedia de Green Cross.
La tragedia estremeció al país y especialmente a la familia del fútbol, generando las primeras manifestaciones de sentimiento mutualista en Chile y produjo acciones de solidaridad con apoyo internacional, especialmente de Boca Juniors de Argentina, de donde provenía con gran fama el recién contratado volante Eliseo Mouriño, quien falleció en el accidente, luego de haber aceptado ir a Chile y vestir la camiseta de Green Cross.
La edición de la Copa Chile de ese año, en honor al club y al plantel del accidente, se le llamó Copa Chile Green Cross 1961.
Ese mismo año además, el club se vio envuelto en un escándalo judicial luego de que el presidente en ejercicio de la rama de fútbol de la institución, Fernando Jaramillo Phillips, quien se desempeñaba adicionalmente como subtesorero del Banco Central de Chile, fuese acusado de robar E°264.000 desde la bóveda del Banco, parte de los cuales habrían sido traspasados a Green Cross con el objetivo de intentar sanear en parte la crisis económica en la que se encontraba inmerso. Finalmente, Fernando Jarmillo fue arrestado el 28 de septiembre de 1961, cuando intenta huir hacia Argentina luego de que la estafa fuese revelada durante un arqueo extraordinario ordenado por la plana superior del Banco Central el 25 de septiembre. La justicia determinó que al menos E°64.000 fueron destinados en beneficio del club para pagar deudas que este arrastraba, así como contratos y primas a los futbolistas. Además de Jaramillo, quien recibió una pena de doce años y ciento ochenta días de cárcel por malversación de caudales públicos, fueron condenados Benjamín Raúl Bocaz y Gregorio Risco Villena, quienes se habían desempeñado como gerente y tesorero de Green Cross respectivamente.
El club volvió a descender, finalizado el campeonato de 1962, pero en 1963 volvió a ganar el campeonato de ascenso, retornando a la máxima categoría, en calidad de invicto, con Francisco Hormazábal como entrenador.
Finalmente, debido a la poca afición con la que contaba en la capital, el club se trasladó a la ciudad de Temuco y se fusionó con el equipo local, Deportes Temuco —ex Deportivo Bancario—, que competía desde 1963 en Segunda División y que, en sus dos años de debut, había conseguido el tercer lugar. Incluso, ambos equipos coincidieron en enfrentamientos entre ellos en la segunda categoría. La fusión se llamó Club de Deportes Green Cross-Temuco hasta 1984, cambiando su denominación a lo que es actualmente Club de Deportes Temuco, sin disolver la fusión existente por parte del consejo de presidentes de la Asociación Central de Fútbol.

## Presidentes
- 1916-1916: Francisco Tapia
- 1917-1917: Díaz Lira
- 1918-1920: Roberto de la Maza
- 1921-1922: Stewart
- 1923-1924: Santiago Pérez
- 1925-1925: G. Calvo
- 1926-1928: Guillermo Matte Hurtado
- 1930: Luis Mandujano Tobar
- 1937: Augusto Larraín[8]
- 1937: Claudio Vicuña[8]
- 1941: Elzo Pertuiset Lira[8]

## Uniforme

### Uniforme titular
| 1923 | 1942-43 | 1944-45 | 1945 | 1946-48 | 1948-51 | 1952 | 1953 | 1954 |

| 1955-60 | 1961-63 | 1964 |

### Uniforme alternativo
| 1939 | 1941-42 | 1953-54 |

## Estadio e instalaciones deportivas de fútbol
El cuadro de la cuz de malta tenía una cancha en la segunda cuadra de la actual calle Monseñor Eyzaguirre en la ciudad de Santiago, específicamente en la comuna de Ñuñoa, a la cual siempre estuvo ligado. Dicha cancha ya existente en los años 20, tenía tribunas a un costado y detrás del arco de ella, además estaba rodeada por pequeños cercos de color blanco.
En 1938, con la inauguración del Estadio Nacional, ubicado también en la comúna de Ñuñoa, el club comenzó a ejercer de ahí en adelante su localía en aquel recinto deportivo. Además, en variadas ocasiones ocupó como localía el Estadio Santa Laura.
En la década de 1960, el club ocupó como campo de entrenamiento el Estadio Municipal de Ñuñoa, ubicado en la intersección de las calles Loreley con Echeñique, recinto donde también ejerció localía en partidos oficiales. Debido a su exigua capacidad, de 3000 espectadores, la Asociación Central de Fútbol decidió vetar a este estadio antes del inicio del campeonato nacional de 1962. Este fue uno de los motivos que determinó el traslado de Green Cross a la ciudad de Temuco, ya que el club no pudo acreditar un campo propio en Santiago.

### Sede social
Entre los años 40 y 50 su sede social estuvo en una casona ubicada en la esquina surponiente de calles Irarrazaval y Campos de Deportes, en la ciudad de Santiago.

## Datos del club
- Temporadas en 1.ª: 25 (1933-1934; 1939-1958; 1961-1962; 1964).
- Temporadas en 2.ª: 3 (1959-1960; 1963).
- Temporadas en Serie B: 4 (1935-1938).
- Mayor goleada conseguida:.
  - En Primera División: 6-1 a Santiago National el 23 de agosto de 1942 y el 6 de octubre de 1946; a O'Higgins el 11 de junio de 1955.
- Mayor goleada recibida:.
  - En Primera División: 1-10 de Unión Española el 8 de julio de 1934.
- Mejor puesto en Primera División: 1.º
- Peor puesto en Primera División: 18.º (1962)
- Máximo goleador: Juan Morcillo (75 goles)

## Jugadores

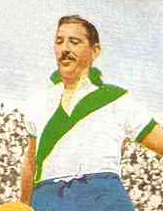
Jugando por Green Cross, Gustavo Albella fue dos veces máximo goleador del campeonato de Primera División.

### Selección de fútbol de Chile
Los primeros jugadores de Green Cross en ser convocados a la selección de fútbol de Chile fueron Manuel Arancibia y Osvaldo Carvajal con motivo del encuentro frente a Ecuador el 2 de febrero de 1941, en el marco del Campeonato Sudamericano de Selecciones disputado ese año en Chile. A partir de entonces, y hasta su traslado a Temuco en 1965, el club contribuyó con un total de 8 fútbolistas al combinado nacional absoluto, quienes en su conjunto sumaron 32 presentaciones tipo A con «la Roja».
Entre ellos, el futbolista que acumuló el mayor número de presencias mientras jugaba por Green Cross fue Jorge Araya, con 8 encuentros entre 1946 y 1947. Más atrás se ubicaron Gonzalo Carrasco (con 6 partidos), Santiago Salfate (5 partidos), Osvaldo Carvajal (4 partidos), Carlos Arancibia, Manuel Arancibia (ambos con 3 encuentros), Pablo Hormazábal (2 partidos) y Francisco Ruíz (1 partido). Por otra parte, Jorge Araya (con 2 anotaciones), Manuel Arancibia y Santiago Salfate (ambos con 1) fueron los únicos jugadores en marcar goles con la selección.

### Goleadores de la Primera División de Chile
- Juan Zárate: 17 goles (Campeonato 1945)
- Félix Díaz: 21 goles (Campeonato 1950)
- Nicolás Moreno: 27 goles (Campeonato 1955)
- Gustavo Albella: 27 goles (Campeonato 1957) y 23 goles (Campeonato 1958)

## Entrenadores

### Cronología
- Claudio Vicuña (1934)
- Eugenio Soto (1942-1943)
- José María Minella (1944)
- Raúl Marchant (1951)
- Jorge Ormos (1951-1952)
- Eugenio Soto (1945)
- Arnaldo Vásquez (1961)
- Dante Pesce (1961)
- Raúl Pino (1963)
- Francisco Hormazábal (1964)
- Miguel Mocciola (1965)

## Palmarés

### Títulos nacionales
- Primera División de Chile (1): 1945.
- Segunda División de Chile (2): 1960, 1963.
- Subcampeón de la Segunda División de Chile (1): 1959.

### Títulos locales
- División de Honor de la Liga Metropolitana de Deportes (2): 1917, 1918.

### Títulos amistosos
- Copa Nino Brusadelli (1): 1928.[12]
- Torneo Internacional de Chile (1): 1946.[nota 1]

### Títulos de reserva
- Serie B Profesional (1): 1942.
- Subcampeón de la Segunda División de Honor de la Sección Profesional de la Asociación de Football de Santiago (1): 1934.

## Otras secciones y filiales

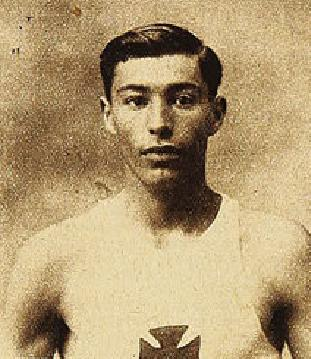
Manuel Plaza con la camiseta de Green Cross en 1924.

### Rama de atletismo
El club contó con una rama de atletismo, cuyo máximo exponente fue Manuel Plaza, quien, tras haber ingresado a Green Cross en 1922, obtuvo la primera medalla olímpica para Chile, al haberse adjudicado la medalla de plata en la maratón de los Juegos Olímpicos de Ámsterdam 1928, con un tiempo de 2 horas, 33 minutos y 23 segundos.

### Rama de rugby
La rama de rugby tenía el mismo uniforme que la rama de fútbol. Competía también en torneos flash, como, por ejemplo, uno en que ganó en la final a Universidad Católica por 16-15.

## Reutilizaciones del nombre
Otras instituciones han tomado el nombre del popular Green Cross, entre ellas:
1. En 1996 tres hinchas de Deportes Temuco, en Santiago, dieron vida al club Green Cross de Temuco, en la capital, desde 1996 el Green defiende sus clásicos colores, jugando en el fútbol amateur.[14]

1. En 1999 un nuevo club de la ciudad de Temuco, la Unión Deportiva Española de Temuco, participó en el campeonato de Tercera división chilena, luego de eso el dirigente del club, el señor Henriquez Salas al ver el nombre Green Cross Temuco sin registrar, lo patenta a su nombre y le cambia la denominación al club por esta última para el año 2000 en la Tercera División el cual sería su último año compitiendo para luego desaparecer por problemas institucionales.[15][16]

1. Cuando en 2007, el equipo de Provincial Temuco es admitido en la Tercera división, lo hace con el nombre provisional de Green Cross. Con esta denominación aparece en el fixture del Grupo Sur de este campeonato,[17] aunque durante el año el club cambió su nombre.[18]